# 斯基賓 (奧拉季夫區)
49°9′22″N 29°23′54″E / 49.15611°N 29.39833°E
斯基賓（烏克蘭語：Скибин），是烏克蘭的村落，位於該國西南部文尼察州，由文尼察區負責管轄，始建於1934年，面積0.59平方公里，海拔高度255米，2001年該村落人口116。